# 다구치 요시노리
다구치 요시노리(일본어: 田口 禎則, 1965년 9월 14일 ~ )는 일본의 전 축구 선수이다.

## 구단 경력
1989년 일본 사커 리그의 전일본공수(요코하마 플뤼겔스)에 입단했다. 1992년까지 139경기에 출전하여, 8득점을 넣었다. 1993년 산프레체 히로시마로 이적했다. 1994년 우라와 레즈로 이적했다. 1998년까지 90경기에 출전하여, 6득점을 넣었다. 1998년후 현역 은퇴.

## 국가대표팀 경력
그는 1988년 AFC 아시안컵에 참가할 일본 국가대표 B팀에 발탁되었다. 1990년 아시안 게임에 참가할 일본 국가대표팀에 선발되었으나 경기에 출전하지는 못하였다.